# Federação Amazonense de Futebol de Salão
A Federação Amazonense de Futebol de Salão (FAFS), cujo nome de fantasia é Federação Amazonense de Futsal, é a única entidade estadual de administração do Futebol de Salão ou Futsal do Amazonas, é filiada a Confederação Brasileira de Futebol de Salão (CBFS), sendo uma associação civil de direito privado, sem fins econômicos, de caráter desportivo, fundada aos 23 de janeiro de 1980 para administrar em todos os aspectos o futebol de salão, futsal, em todo o território do Amazonas. Atualmente tem sede à Rua 31, nº 1254 – Bairro Parque Dez – Manaus – Amazonas - CEP 69.055-490. Tem como Presidente o  Tharcísio Anchieta, com mandato de Fevereiro de 2014 até Fevereiro de 2018.

## Competições em 2014
- Torneio Início SUB13 Masculino - Campeão: ASSOCIAÇÃO ATLÉTICA MARTHA FALCÃO
- Torneio Início SUB15 Masculino - Campeão: ASSOCIAÇÃO ATLÉTICA BATISTA CANAÃ
- Campeonato Amazonense de Futsal SUB13 Masculino - Campeão: IDESCA PALAS ATENA
- Campeonato Amazonense de Futsal SUB15 Masculino Campeão: IDESCA PALAS ATENA
- Campeonato Amazonense de Futsal SUB20 Feminino - Campeão: GRÊMIO RECREATIVO RECANTO DA CRIANÇA
- Campeonato Amazonense de Futsal SUB20 Masculino - Campeão: GRÊMIO RECREATIVO RECANTO DA CRIANÇA
- Taça Cidade de Manaus SUB15 Feminino - Campeão: GRÊMIO RECREATIVO RECANTO DA CRIANÇA
- Copa dos Campeões Adulto Masculino
- Taça Nelson Mathias Adulto Feminino
- Campeonato Amazonense de Futsal SUB13 Feminino
- Campeonato Amazonense de Futsal SUB15 Feminino
- Campeonato Amazonense de Futsal SUB17 Masculino
- Campeonato Amazonense de Futsal SUB17 Feminino
- Taça Cidade de Manaus SUB13 Feminino
- Taça Cidade de Manaus SUB13 Masculino
- Taça Cidade de Manaus SUB15 Masculino
- Taça Cidade de Manaus SUB17 Feminino
- Campeonato Amazonense de Futsal Adulto Masculino
- Campeonato Amazonense de Futsal Adulto Feminino
- Campeonato Amazonense de Futsal SUB09
- Campeonato Amazonense de Futsal SUB11
- Copa dos Campeões SUB13 Masculino
- Copa dos Campeões SUB15 Masculino
- Copa dos Campeões SUB17 Masculino